# Нейчо Попов
Нейчо Николов Попов е български режисьор и актьор.

## Биография
Роден е на 13 юли 1924 г. в Бургас. Завършва актьорско майсторство при проф. Кръстьо Мирски през 1953 година, след което специализира режисура в ГДР от 1963 до 1965 г.
Той е един от създателите на Държавния сатиричен театър и остава в него от 1957 година до смъртта си. Играе в театъра, снима се в киното и телевизията. Също така участва в радиопредавания и работи в отдел „Хумор, сатира и забава“ на Българското национално радио. Неговата доведена дъщеря е Мария Грубешлиева, която издава сборник със спомени за него, озаглавен „Клоун на Бога, изпратен на земята“.
Той е третият съпруг на Стоянка Мутафова, с която са заедно до неговата смърт. Нейчо Попов умира на 20 март 1974 г. само на 49 години. от инфаркт на миокарда.

## Памет
На Нейчо Попов е наречена улица в квартал „Драгалевци“ в София (Карта).

## Награди и отличия
- Заслужил артист (1969)
- Почетен гражданин на Бургас (посмъртно) (2020)

## Телевизионен театър
- „Рози за д-р Шомов“ (1973) (Драгомир Асенов), (Втора реализация)
- „… И компания“ (1971) (Йордан Радичков)
- „Кардашев на лов“ (1971) (Иван Вазов)

Хумористични миниатюри
- „Зетят“ (1967) - бащата на Зорка

## Филмография
Като режисьор
- „Нако, Дако, Цако – моряци“
- „Нако, Дако, Цако – коминочистачи“ (режисиран заедно с Мирослав Миндов)
- „Нако, Дако, Цако – шофьори“ (режисиран заедно с Мирослав Миндов)

Като актьор:
| Година      | Филми/Сериали          | Серии  | Роля                                                            |
| ----------- | ---------------------- | ------ | --------------------------------------------------------------- |
| 1974        | На живот и смърт       | 3      |                                                                 |
| 1974        | Нако, Дако, Цако       | 3      | Стефанов, помощник-капитанът на кораба (в 3-та серия: „Моряци“) |
| 1972        | 10 дни неплатени       |        | Витанов, директорът на завода                                   |
| 1972        | Тихият беглец          | 11     | професорът                                                      |
| 1970        | Петимата от „Моби Дик“ |        |                                                                 |
| 1969 – 1971 | На всеки километър     | 26     | полковник Лоуел, председател на военното разузнаване            |
| 1968        | Мъже в командировка    | 3 нов. | Кантарев, финансовият инспектор (във 2-та: „Гост“)              |
| 1968        | Бялата стая            |        | Буби                                                            |
| 1968        | Привързаният балон     |        | старшията                                                       |
| 1951        | Утро над родината      |        | Ахмед                                                           |